# Ormenio (Evros)
Ormenio  este un oraș în Grecia în Prefectura Evros.